# روابط ایران و کوبا
روابط ایران و کوبا شامل همکاری‌های اقتصادی و دوستانه می‌باشد. بین دو دولت در ژانویه ۲۰۰۶ یک سند همکاری برای تقویت روابط در هاوانا برقرار شد. دو کشور هم‌اکنون در خاک یکدیگر دارای سفارتخانه‌های رسمی و در سطح مقام سفیر می‌باشند. این دو کشور از سال ۱۳۵۳شمسی با یکدیگر روابط سیاسی، فرهنگی، اقتصادی و … با افت و خیز برقرار کردند. همچنین روابط بین آن‌ها یک بار در سال ۱۳۵۵ از سوی دولت ایران قطع شده‌است.

## پیشینه
ایران و کوبا در بهمن ماه ۱۳۵۳، مبادرت به برقراری روابط سیاسی در سطح سفارت نمودند و اولین سفیر این کشور در آذر ۱۳۵۴ استوارنامه خود را تسلیم مقامات وقت ایرانی نمود. در سال ۱۳۵۴ در جریان بیست‌وپنجمین کنگره حزب کمونیست شوروی ملاقات دوستانه‌ای میان هیئت نمایندگی حزب توده ایران و هیئت نمایندگی حزب کمونیست کوبا صورت پذیرفت، که همین امر موجب برداشت دولت وقت ایران مبنی بر دخالت در امور داخلی گردید، که متعاقب آن در سال ۱۳۵۵ روابط دو کشور قطع شد.

## پس از پیروزی انقلاب اسلامی ایران

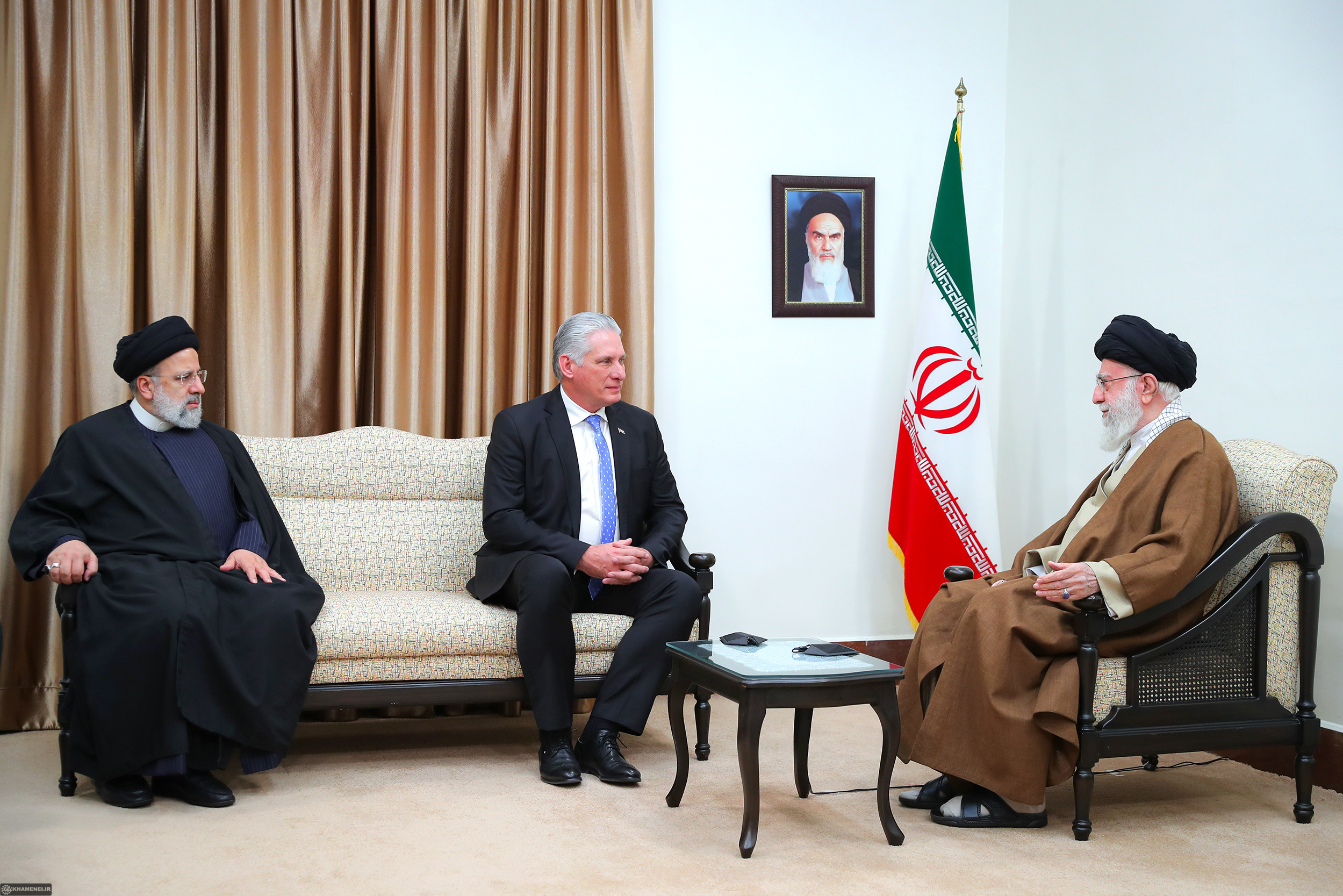
دایاز-کانل رئیس‌جمهور کوبا در دیدار با سید علی خامنه‌ای و سید ابراهیم رئیسی، آذر ۱۴۰۲

پس از انقلاب اسلامی ایران روابط سیاسی بین دو کشور با عزیمت وزیر خارجه ایران به اجلاس سران کشورهای غیرمتعهد در هاوانا دوباره برقرار شد. روابط بین دو کشور در آغاز به دلیل حمایت کوبا از انقلاب اسلامی مردم ایران به خوبی پیش می‌رفت ولی در دوران جنگ ایران و عراق به علت وابستگی سیاسی کوبا به شوروی، آن کشور از عراق حمایت سیاسی می‌کرد.

## همکاری در زمینه بهداشتی
از جمله همکاری‌های شاخص دو کشور، می‌توان به همکاری در زمینه دارو و واکسن اشاره کرد. این همکاری از سال ۱۹۹۷ با تولید مشترک واکسن پنومونی آغاز شد و در مراحل بعد، واکسن هپاتیت و واکسن کووید ۱۹ را شامل می‌شد.
در جریان دیدار محمدباقر قالیباف با میگل ماریو دیاز کانل برمودز رئیس‌جمهور کوبا در هاوانا در خردادماه ۱۴۰۴، ۴ کیت دارویی هسته‌ای به شرح زیر به کوبا اهدا شد:
- کیت TECTOPSMA-PARS که پس از نشان‌دارسازی با رادیوایزوتوپ تکنسیم-m99 برای تشخیص دقیق متاستازهای استخوانی ناشی از سرطان پروستات به کار می رود.
- کیت غربالگری بیماری‌های متابولیک نوزادان مطابق با استانداردهای بین‌المللی که برای شناسایی زود هنگام بیش از ۵۰ نوع بیماری متابولیک در نوزدان استفاده می شود.
- کیت رادیودارویی پارس -ام‌دی‌پی که پس از نشان‌دار سازی با رادیوایزوتوپ تکنسیم-m99 برای تصویربرداری دقیق از استخوان ها در مواردی همچون پیشگیری متاستازهای استخوانی، التهاب استخوان، ارزیابی عفونت های پروتزهای استخوان، تشخیص ضایعات و رشدغیرطبیعی استخوان و نشان دادن شکستگی‌ها ریز و پنهان به کار می رود.
- کیت رادیودارویی پارس -ام آی بی آی که برای شناخته شده ترین اسکن قلبی یعنی پرفیوژن میوکارد استفاده می شود و مطالعات دقیقی را در مورد ماهیچه های قلب و بررسی عملکرد آن، در اختیار پزشک قرار می دهد.[۵]

## همکاری‌های بین‌المللی
- گروه ۷۷
- اتحادیه بین‌المجالس
- جنبش عدم تعهد
- کمیته حقوق بشر

## توافقات بین دو کشور

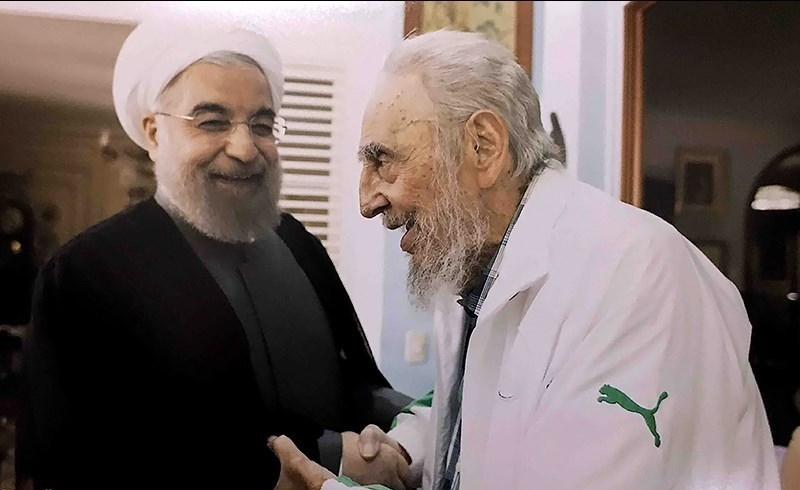
حسن روحانی (هفتمین رئیس‌جمهور ایران) و فیدل کاسترو (رهبر انقلاب کوبا) - سال ۲۰۱۶

- با توجه به مشابهت‌های بازار خودروی ایران و کوبا و حضور گسترده شرکت های فرانسوی نظیر رنو، پژو و سیتروئن در کوبا، تامین بیش از ۱۶۰ قطعه از سوی قطعه سازان ایرانی جهت صادرات به کوبا صورت گرفته است.[۶]
- گسترش روابط تجاری متقابل خصوصاً نفت و شکر
- همکاری‌های صنعتی در خصوص صادرات منسوجات، همکاری‌های آموزشی و تحقیقاتی، خرید نیکل، و فروش ورقه‌های آلومینیوم و پروفیل به کوبا
- تبادل اطلاعات و گسترش همکاری بین شیلات دو کشور و همکاری در صنعت نیشکر و صنایع جانبی
- گسترش همکاری‌هایی در مورد بنادر و کشتیرانی و صنعت حمل و نقل زمینی
- همکاری‌های ورزشی و پزشکی و …